# أبو خارجة عنبسة
أبو خارجة عنبسة بن خارجة الغافقي (741م-826م / 120هـ-210هـ) المعروف باسم سيدي عبسة هو فقيه وعالم من علماء المالكية فقد تتلمذ على يد الإمام مالك بن أنس ودوّن العديد من أقواله وهو من أهم الذين غرسوا المذهب المالكي بإفريقية فقد قام بإنشاء زاوية بجهة صفاقس يعلم فيها القران الكريم والفقه المالكي حيث ارتفعت مكانته واصبح اسمه يتردد على كل ألسن كل متساكني الجهة يقبع مقامه جنوب المحرس بمنطقة يونقة سيدي حمد وحكيت عنه العديد الأخبار والكرامات.

## السيرة
ولد عَنْبَسَة بن خَارِجَة أَبُو خَارِجَة الغافقي القيرواني في مصر سنة 741م في مصر، قدم إلى تونس واستقر بقصر يونقة جنوب مدينة المحرس في تونس. كان معاصرا للإمام سحنون الذي كان يُجله ويعرف حقه وكان أكبر سنا من سحنون. قال عنه المالكي «كان أبو خارجة شيخًا، وعالما باختلاف العلماء، أكثر اعتماده على مالك».

## شيوخه
سمع الثوري وابن عيينة والليث وابن وهب والمغيرة المخزومي ومالك بن انس وعليه اعتماده، وله سماع مدون سمع منه أبو داود العطار وروى عنه عون بن يوسف، وعبد الله بن يونس وسعيد بن حسان القزويني وعدة.

## روايته وتجريحه
لَهُ عَن مَالك حَدِيث مُنكر ذَكرْنَاهُ فِي تَرْجَمَة رَاوِيه عَنهُ وَهُوَ أَحْمد بن يحيى بن مهْرَان القيرواني، قَالَ الدَّارَقُطْنِيّ فِي غرائب مَالك هَذَا إِسْنَاد مغربي وَرِجَاله مَجْهُولُونَ وَلَا يَصح، قلت عَنْبَسَة هَذَا وَثَّقَهُ أَبُو الْعَرَب فَقَالَ كَانَ ثِقَة مَأْمُونا وَله سَماع من مَالك وَمن الثَّوْريّ وَقَالَ غَيره سمع من اللَّيْث وَابْن عُيَيْنَة وَتُوفِّي سنة عشْرين وَمِائَتَيْنِ.